# اوریجینال پینگوئن
اوریجینال پینگوئن (انگلیسی: Original Penguin) شرکت پوشاک آمریکایی است، که در سال ۱۹۵۵ تأسیس شد و هم‌اکنون زیرمجموعه‌ای از شرکت پری الیس می‌باشد‌